# القوات العسكرية الآيسلندية
تتكون دفاعات آيسلندا من خفر السواحل الآيسلندي، الذي يقوم بدوريات حراسة ومجالها الجوي، وغيرها من الخدمات مثل الأمن القومي المفوض الوطني وحدات القوات الخاصة. أيسلندا هي عضو الناتو الوحيد الذي ليس له أي جيش عامل، رغم عدم وجود عائق قانوني يحول دون تشكيل واحداً.